# Каменец (област Ямбол)
Вижте пояснителната страница за други значения на Каменец.
Каменец е село в Югоизточна България. То се намира в община Стралджа, област Ямбол.

## История
Старите имена на селото са Саранлъ Еникьой и Телец.
Преданието разказва че пръв се заселва един Богат Турчин Али който страдал от Кел или плешивост, след това се заселва друг богат турчин Джафер бей който закупил много земи и създал огромен чифлик заселили се и още към 10-15 турски семейства, на 3 км западно от чифлика на Бея е имало българско селище наречено Куликьой, но в началото на 19 Век то било нападнато от чумна епидемия и поради това част от жителите са се заселили в чифлика на Джафер бей и така се е образувало сегашното Селище.
Село Каменец е дало около 40 жертви през Балканската война, Първата световна война и Втората световна война. В центъра на селото е издигнат паметник в почит на жертвите от войните

## Културни и природни забележителности
Местността се отличава с красива природа. Има интересни архитектурни обекти и тракийски и римски селища от античността. Налице са предпоставки за практикуване на планински, еко, винен, исторически, културен туризъм.на общината се характеризира с преобладаващ дял на селското стопанство. Като приоритетни отрасли се развиват земеделие и животновъдство. В село Каменец се намира читалище „Проф. Асен Златаров“ основано през 1927 г.-обичаите са  Коледуване; Лазарки; Кукери и др.; Тук се издига православният храм „Св. Георги“, построен 1895 г.